# 奧運 (選區)
奧運（英語：Olympic，代號E08）是香港油尖旺區議會下轄的選區，2011年設立，2023年取消，最後一任區議員為民主黨黨團召集人兼前立法會議員(區議員(第二))涂謹申。

## 範圍
選區位於大角咀西部，現時以奧運站周邊屋苑為主，由2000年代發展而成，與其相連的選區有富柏、櫻桃、大角咀南、大角咀北、深水埗區議會南昌西和碧匯選區。選舉事務處2010年將深旺道以西的奧海城一期、維港灣、凱帆軒、君匯港、瓏璽、一號銀海、浪澄灣一帶合併成為一個選區，以區內奧運站為名，投票站設於香港亞洲歸主協會維港灣長者會所。

## 沿革
因應海輝道以西多個屋苑入伙後人口增加，選委會於2010年將散落在櫻桃、大角咀南和大角咀北選區深旺道以西範圍劃為奧運選區，減少有關選區人口過多的情況，亦反映海輝道（私人屋苑）及大角咀道（單棟式住宅）沿線不同的社區狀況。
2011年區議會選舉，當時人口估算約18,761人，其中有3,902位選民，投票站設於香港保護兒童會中銀幼兒學校，議席由人民力量成員朱景亮、民主黨成員涂謹申和自由黨成員劉啟傑爭奪，最終涂謹申以1,012票擊敗取得886票的劉啟傑和101票的朱景亮勝出。甚後涂2012年參選立法會超級區議會議席，連任成功。
2015年區議會選舉，西九新動力成員高曉榮代表建制派挑戰爭取連任的涂謹申，由於涂謹申需要維持區議員身份以繼續參選立法會超級區議會議席，使本區成為焦點，最後涂謹申以117票之差勝過高曉榮當選（1,531對1,414）。
2019年區議會選舉，西九新動力改派李家軒挑戰涂謹申，結果涂謹申今屆以827票之差擊敗李家軒，成功連任。2021年9月，涂謹申因在新宣誓要求下被裁定宣誓未被確認，即時離任區議員。

## 歷屆議員
| 屆別                  | 議員   | 政治聯繫 | 政治聯繫 |
| --------------------- | ------ | -------- | -------- |
| 2012年－2015年        | 涂謹申 |          | 民主黨   |
| 2016年－2019年        | 涂謹申 |          | 民主黨   |
| 2020年－2021年9月29日 | 涂謹申 |          | 民主黨   |
| 2021年9月30日－2023年 | 懸空   | 懸空     | 懸空     |

## 歷屆選舉結果
| 政党   | 政党                    | 候选人    | 票数  | %     | ±      |
| ------ | ----------------------- | --------- | ----- | ----- | ------ |
|        | 民主黨                  | 1. 涂謹申 | 2,957 | 58.12 | +6.13  |
|        | 西九新動力/九龍社團聯會 | 2. 李家軒 | 2,130 | 41.87 | -6.14  |
| 多数票 | 多数票                  | 多数票    | 827   | 16.25 | +13.28 |

| 政党   | 政党         | 候选人    | 票数  | %     | ±      |
| ------ | ------------ | --------- | ----- | ----- | ------ |
|        | 九龍社團聯會 | 1. 高曉榮 | 1,414 | 48.01 | 不適用 |
|        | 民主黨       | 2. 涂謹申 | 1,531 | 51.99 | +1.36  |
| 多数票 | 多数票       | 多数票    | 117   | 3.98  | -2.33  |

| 政党   | 政党     | 候选人    | 票数  | %     | ±      |
| ------ | -------- | --------- | ----- | ----- | ------ |
|        | 人民力量 | 1. 朱景亮 | 101   | 5.05  | 新選區 |
|        | 民主黨   | 2. 涂謹申 | 1,012 | 50.63 | 新選區 |
|        | 自由黨   | 3. 劉啟傑 | 886   | 44.32 | 新選區 |
| 多数票 | 多数票   | 多数票    | 126   | 6.31  | 新選區 |